# Chrysops stackelbergi
Chrysops stackelbergi är en tvåvingeart som beskrevs av Olsufjev 1937. Chrysops stackelbergi ingår i släktet Chrysops och familjen bromsar. Inga underarter finns listade i Catalogue of Life.